# Mikazuki (Schiff, 1927)
Die Mikazuki (jap. 三日月, dt. „zunehmender Mond“) war ein Zerstörer der Mutsuki-Klasse der Kaiserlich Japanischen Marine.

## Geschichte
Das Schiff wurde auf der Marinewerft in Sasebo gebaut und lief dort am 21. August 1925 vom Stapel. Die Indienststellung erfolgte am 7. Mai 1927 und 1928 wurde es auf den Namen Mikazuki getauft, da es vorher nur mit einer Nummer (Nr. 32) benannt wurde.
In der Zeit vor dem Pazifikkrieg unterstützte die Mikazuki Landungen japanischer Truppen in China (Zweiter Japanisch-Chinesischer Krieg).

### Pazifikkrieg

#### Wachdienst
Zu Beginn des Krieges im Dezember 1941 war die Mikazuki der 3. Flugzeugträgerdivision zugeteilt, um als Sicherungsschiff für die Träger Hōshō und Zuihō zu fungieren.

#### Midway
Im Juni 1942 wurde sie gemeinsam mit der Zuihō der Landungsflotte von Admiral Kondō zugeteilt. Während der Schlacht um Midway war sie so nicht an den Kampfhandlungen beteiligt.

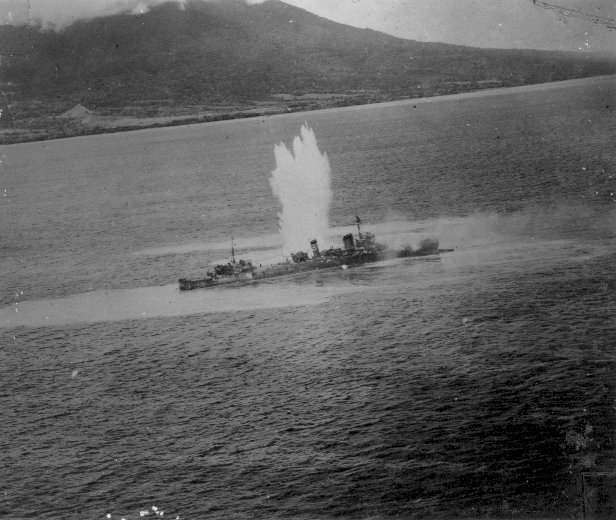
Die verlassene Mikazuki liegt auf einem Riff, während am 28. Juli 1943 Fliegerbomben neben ihr einschlagen.

#### Guadalcanal
Im weiteren Verlauf des Krieges wurde der Zerstörer hauptsächlich für Eskort- und Transportaufgaben eingesetzt, beispielsweise für den Tokyo Express. Am 12. Juli 1943 lief sie dabei gemeinsam mit dem Leichten Kreuzer Jintsū und vier weiteren Zerstörern von Rabaul aus, um Truppen und Ausrüstung nach Guadalcanal zu transportieren. Gewarnt durch ihre Abhörexperten, stellten die Amerikaner eine starke Kampfgruppe zusammen, um die Schiffe in der Nacht abzufangen. In der folgenden Schlacht bei Kolombangara wurde die Jintsū versenkt, aber die japanischen Zerstörer setzten sich erfolgreich ab. Sie setzten später ihre Torpedos gegen die verfolgenden Schiffe ein und beschädigten mehrere von ihnen schwer.

#### Ende
Nachdem die Mikazuki am 21. Juli 1943 Treibstoff aus dem Flottentanker Naruto übernommen hatte, wurde sie zu einer weiteren Transportmission eingeteilt.
Gemeinsam mit dem Zerstörer Ariake legte die Mikazuki am 27. Juli 1943 in Rabaul ab, um 500 Soldaten des 115. und 14. Regiments der Armee mit sechs Geschützen und 40 Tonnen an Nachschubgütern, zum Teil verladen auf Schleppkähne, nach Tuluvu zu transportieren.
In der Nacht vom 27. auf den 28. Juli lief die Mikazuki gegen Mitternacht bei Tuluvu (Cape Gloucester) auf ein Riff. Die Ariake ging längsseits, übernahm die Besatzung und die Truppen, und setzte sie in der Landungszone ab.
Am folgenden Tag, am Mittwoch, den 28. Juli, wurden zahlreiche Ziele im Raum Tuluvu aus der Luft angegriffen. Die Mikazuki wurde dabei von B-25-Bombern angegriffen und schwer beschädigt. Der Zerstörer Akikaze machte in der Nacht auf den 29. an dem Wrack fest und seine Seeleute bargen Geheimdokumente und brauchbare Ausrüstung aus der Mikazuki.
Am folgenden Tag wurde das Wrack – das, gestützt auf das Riff, nicht gesunken war – noch einmal zum Ziel amerikanischer P-38-Jagdbomber und B-25-Bomber.
Acht Besatzungsmitglieder der Mikazuki kamen bei den Ereignissen des 28. Juli ums Leben. Das Wrack des Zerstörers diente den Amerikanern bei ihren Zerstörereinsätzen später als hilfreiche Markierung des Riffs.